# Cristian Chivu
Cristian Eugen Chivu (* 26. Oktober 1980 in Reșița) ist ein ehemaliger rumänischer Fußballspieler und heutiger -trainer bei Inter Mailand.
Er bestritt insgesamt 373 Spiele in der rumänischen Liga 1, der niederländischen Eredivisie und der italienischen Serie A. Mit Inter Mailand gewann er im Jahr 2010 sowohl die Champions League als auch die Klub-Weltmeisterschaft.

## Karriere

### Im Verein

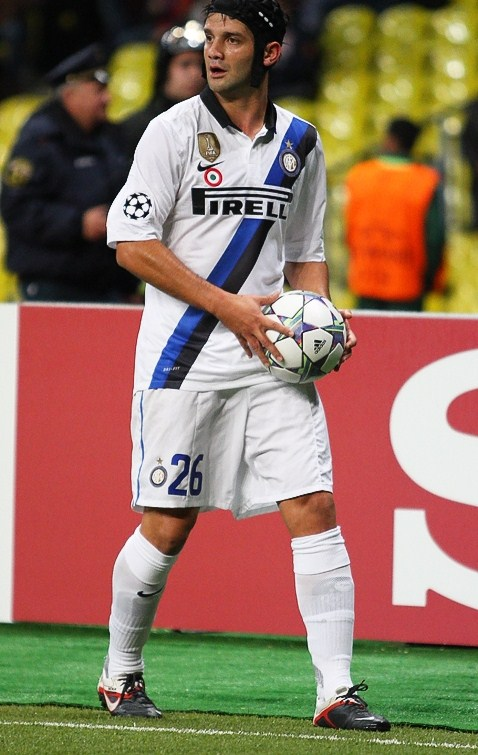
Chivu im Trikot von Inter Mailand (2011)

Seine Karriere begann er bei CSM Reșița. Nach seinem Wechsel zum FC Universitatea Craiova wuchs das Interesse an Chivus Person und westeuropäische Klubs wurden auf ihn aufmerksam. Ajax Amsterdam bekam den Zuschlag und verpflichtete ihn schließlich im Sommer 1999. Bei Ajax Amsterdam war er schnell als verlässlicher Abwehrspieler anerkannt und Trainer Ronald Koeman ernannte ihn 2001, trotz seines jungen Alters, zum Kapitän und Abwehrchef. Zusammen mit anderen jungen Spielern wie Rafael van der Vaart und Zlatan Ibrahimović gewann er 2001/02 die niederländische Ehrendivision und den Amstel Cup. Chivu spielte in der Champions-League-Saison 2002/2003 eine Schlüsselrolle bei Ajax, die um ein Haar ins Halbfinale eingezogen wären. Dies weckte wiederum das Interesse der europäischen Topklubs. Am stärksten interessiert an Chivu zeigte sich die AS Rom, der allerdings Schulden hatte und dessen Zahlungsfähigkeit in Frage stand. Dennoch gelang es der Roma 18 Millionen Euro aufzutreiben und diese in den Transfer von Chivu zu investieren.
In seiner Zeit beim AS Rom war Chivu stets Stammspieler, wobei er dort vom linken Außenverteidiger ins Abwehrzentrum gerückt ist, jedoch hatte er in seinen ersten beiden Saisons mit Verletzungsproblemen zu kämpfen. Bis zu seinem Wechsel 2007 wurde er mit den Hauptstädtern dreimal italienischer Vizemeister (2004, 2006 durch Calciopoli und 2007), und nach zwei verlorenen Finalserien in den beiden Vorjahren italienischer Pokalsieger 2007. Nach gescheiterten Vertragsverhandlungen im Sommer 2007, wurde Chivu zum Verkauf freigegeben. Jedoch misslangen die Versuche des FC Barcelona und Real Madrids (deren Angebot über 18 Mio. Euro wurde sogar vom AS Rom öffentlich akzeptiert), den Spieler zu verpflichten, weil dieser sich bereits mit Inter Mailand einig war. Chivu unterschrieb schließlich am 27. Juli 2007 einen Fünf-Jahres-Vertrag bei Inter. Mit den Mailändern gewann er in der Saison 2007/08 die italienische Meisterschaft.
Am 6. Januar 2010 stieß Chivu, im Spiel gegen Chievo Verona, nach der Pause bei einem Kopfballduell mit seinem Gegenspieler Sergio Pellissier zusammen und musste anschließend vom Platz getragen werden. Chivu wurde in ein Krankenhaus in Verona gebracht, wo Ärzte eine Schädelfraktur feststellten, deshalb wurde er notoperiert. Zwei Monate später kehrte Chivu mit einem speziellen Helm, wie man ihn auch schon von Petr Čech kennt, auf das Spielfeld zurück und gewann mit Inter Mailand unter dem Trainer José Mourinho das Triple, bestehend aus italienischer Meisterschaft, italienischem Pokal und der UEFA Champions League.
In der Saison 2010/2011 wurde Chivu für vier Spiele gesperrt, nachdem er Baris Marco Rossi in einem Ligaspiel mit der Faust in das Gesicht geschlagen hatte.
Am 31. März 2014 wurde sein Vertrag bei Inter Mailand in beidseitigen Einvernehmen aufgelöst, nachdem Chivu die Entscheidung seine Karriere aufgrund mehrerer Verletzungen zu beenden, getroffen hatte.

### In der Nationalmannschaft

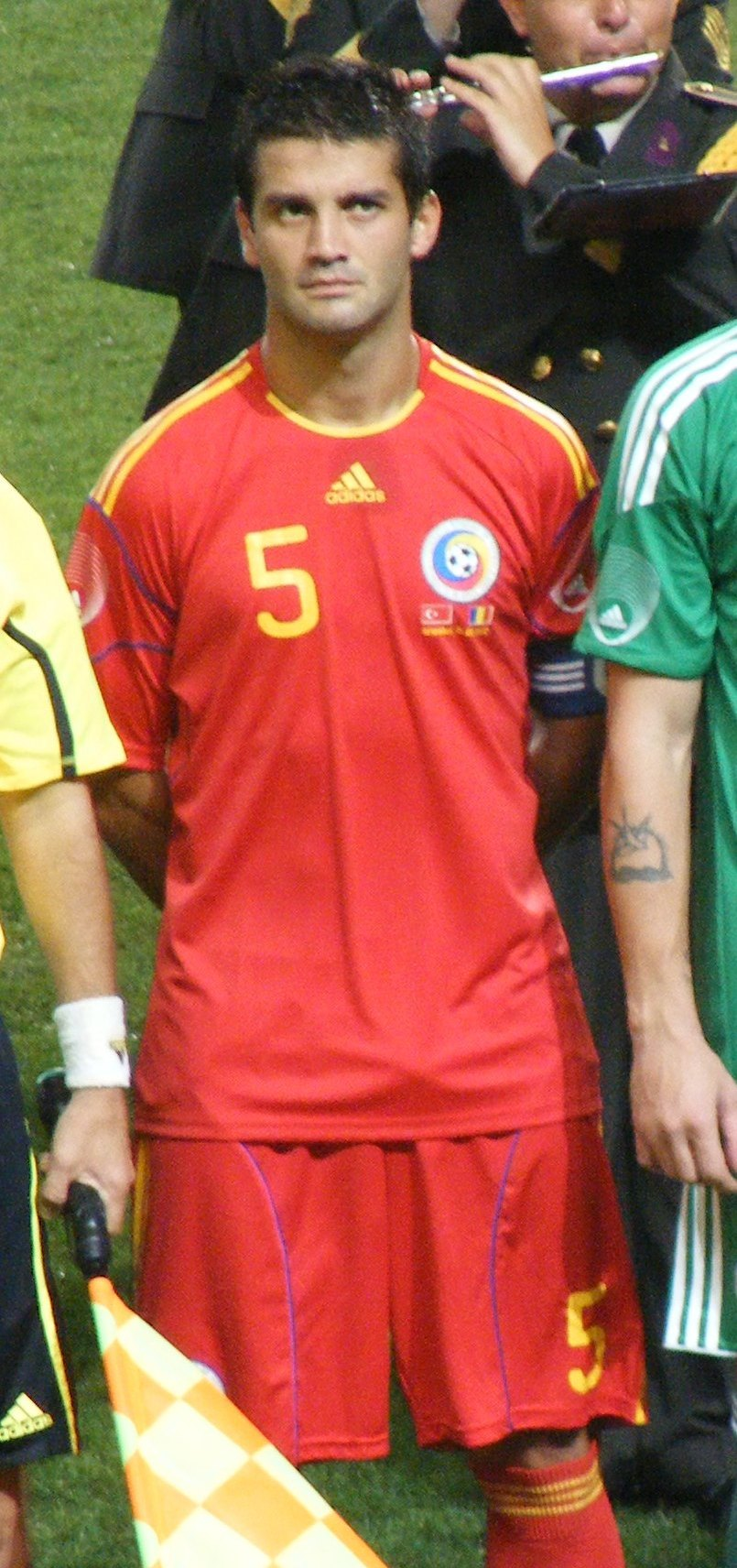
Chivu mit Rumänien im August 2010

Chivu wurde 1999 in die rumänische U20-Nationalelf berufen. Im selben Jahr begann dann auch gleich seine Karriere bei der rumänischen A-Nationalmannschaft.
Bei der Europameisterschaft 2000 scheiterte er im Viertelfinale gegen Italien, bei dem Turnier kam er viermal zum Einsatz und erzielte einen Treffer. In seinem zweiten großen Turnier, der Europameisterschaft 2008, schied er mit seiner Mannschaft, die er als Kapitän auf das Feld führte, trotz guter Leistungen schon in der Vorrunde aus.
Im Mai 2011 verkündete Chivu überraschend das sofortige Ende seiner Karriere in der rumänischen Nationalmannschaft. Aufgrund seines Alters und bisher erlittener Verletzungen fühle er sich nicht mehr in der Lage, „an mehreren Fronten“ zu kämpfen.

## Karriere als Trainer
Im Juli 2018 wurde Chivu Trainer der U14 von Inter Mailand. Die Saison darauf übernahm er dort die U17 und ein Jahr später trainierte der Rumäne die U18. Von 2021 bis 2024 übernahm Chivu das Traineramt bei der Primavera von Inter Mailand.
Am 18. Februar 2025 unterschrieb er einen Trainervertrag bei Parma Calcio in der Serie A.
Ab 1. Juli 2025 ist er Trainer bei der 1. Mannschaft von Inter Mailand.

## Erfolge

### Spieler
International
- UEFA-Champions-League-Sieger: 2010
- FIFA-Klub-Weltmeisterschaft: 2010
- UEFA-Super-Cup-Finalist: 2010

National
- Niederländischer Meister: 2002
- Niederländischer Pokalsieger: 2002
- Niederländischer Superpokalsieger: 2003
- Italienischer Pokalsieger: 2007, 2010, 2011
- Italienischer Meister: 2008, 2009, 2010
- Italienischer Supercupsieger: 2008, 2010

Persönliche Auszeichnungen
- Rumäniens Fußballer des Jahres: 2002, 2009, 2010
- Eredivisie Spieler des Jahres: 2002
- UEFA Team of the Year: 2002

### Trainer
- Italienischer Primavera-Meister: 2021/22

## Sonstiges
Chivu spricht Italienisch, Spanisch, Niederländisch, Englisch und seine Muttersprache Rumänisch. Er ist der Sohn des ehemaligen Fußballspielers und -trainers Mircea Chivu (1954–1998).